# Szent Paraszkiva-fatemplom (Briznik)
A brizniki Szent Paraszkiva-fatemplom műemlékké nyilvánított épület Romániában, Hunyad megyében. A romániai műemlékek jegyzékében a  HD-II-m-A-03271 sorszámon szerepel.